# Kem Ley
Kem Ley (tiếng Khmer: កែម ឡី; 19 tháng 10 năm 1970 – 10 tháng 7 năm 2016) là nhà bình luận chính trị và nhà hoạt động xã hội người Campuchia. Ông nổi tiếng vì loạt bài bình luận chính trị có xu hướng đối lập của mình, gồm cả những lời chỉ trích gay gắt về chính phủ hiện tại đang nằm dưới sự cầm quyền của Đảng Nhân dân Campuchia (CPP). Vụ ám sát này bị nhiều người nghi ngờ có dính dáng đến động cơ chính trị vào ngày 10 tháng 7 năm 2016 tại một trạm xăng ở Phnôm Pênh. Ông là nhà hoạt động đáng chú ý thứ ba bị giết chết sau lãnh đạo công đoàn Chea Vichea năm 2004, và nhà hoạt động môi trường Chut Wutty năm 2012.

## Sự nghiệp
Từ năm 1998, ông từng làm nghiên cứu về các dự án HIV và AIDS và nhà phân tích cho một vài dự án phi chính phủ như PSHRA và các cơ quan khác của Liên Hợp Quốc như UNDP, UNICEF, UNAID và USAID. Ley chào đời tại xã Leay Bou, huyện Tram Kok, tỉnh Takeo. Ông hoàn tất hoạt động nghiên cứu y học vào năm 1992, và tiếp tục theo học thạc sĩ môn nghiên cứu học tại Đại học Chulalongkorn, Thái Lan, từ năm 1996 đến năm 1997. Năm 2008, ông nhận bằng tiến sĩ từ Đại học Malaya, Malaysia.

## Bình luận chính trị
Kem Ley tham gia vào cuộc vận động "100 ngày với các gia đình Khmer" mà ông đã dành thời gian ở chung với các hộ nhà nông để đào sâu thêm nhằm tìm ra nguyên nhân gốc rễ của nhiều vấn đề mà Campuchia phải đối mặt ngày nay. Ông còn cho đăng nhiều bài viết trên trang Facebook Page. Ba tác phẩm nổi tiếng mà ông thực hiện gồm một bài báo chính trị dài 90 tập mà ông gọi là loạt phim hài. Ông vừa hoàn thành tập phim thứ 19 của mình trước ngày xảy ra vụ ám sát; những buổi nói chuyện ngắn về các phát hiện mới trong cuộc vận động 100 ngày của ông, và một câu chuyện khác mà ông đặt cho cái tên là "Gã áo đen trong bộ sơ mi trắng". Ông cũng chỉ trích chính phủ về nạn khai thác gỗ trái phép, vấn đề biên giới và tham nhũng. Chỉ vài ngày trước khi bị ám sát, Kem Ley đã được giới báo chí địa phương và quốc tế tiếp cận để xin ý kiến của ông về báo cáo của tổ chức Global Witness nhằm vào gia tộc của Hun Sen. Bản báo cáo được đặt tên là "Hostile Takeover: The Corporate Empire of Cambodia's Ruling Family." Tháng 6 năm 2015, ông đứng ra thành lập đảng chính trị của riêng mình mang tên Đảng Dân chủ thuộc về Nhân dân.

## Đời tư
Vợ của Ley là Bou Rachana và bốn đứa con, cùng một đứa chưa chào đời đều thoát nạn. Vợ ông bày tỏ ý muốn chuyển cả nhà sang nước Úc vì sự an toàn của họ. Gia đình ông đã trốn khỏi Campuchia vào tháng 8 năm 2016 đến một địa điểm không được tiết lộ.

## Vụ ám sát và hậu quả

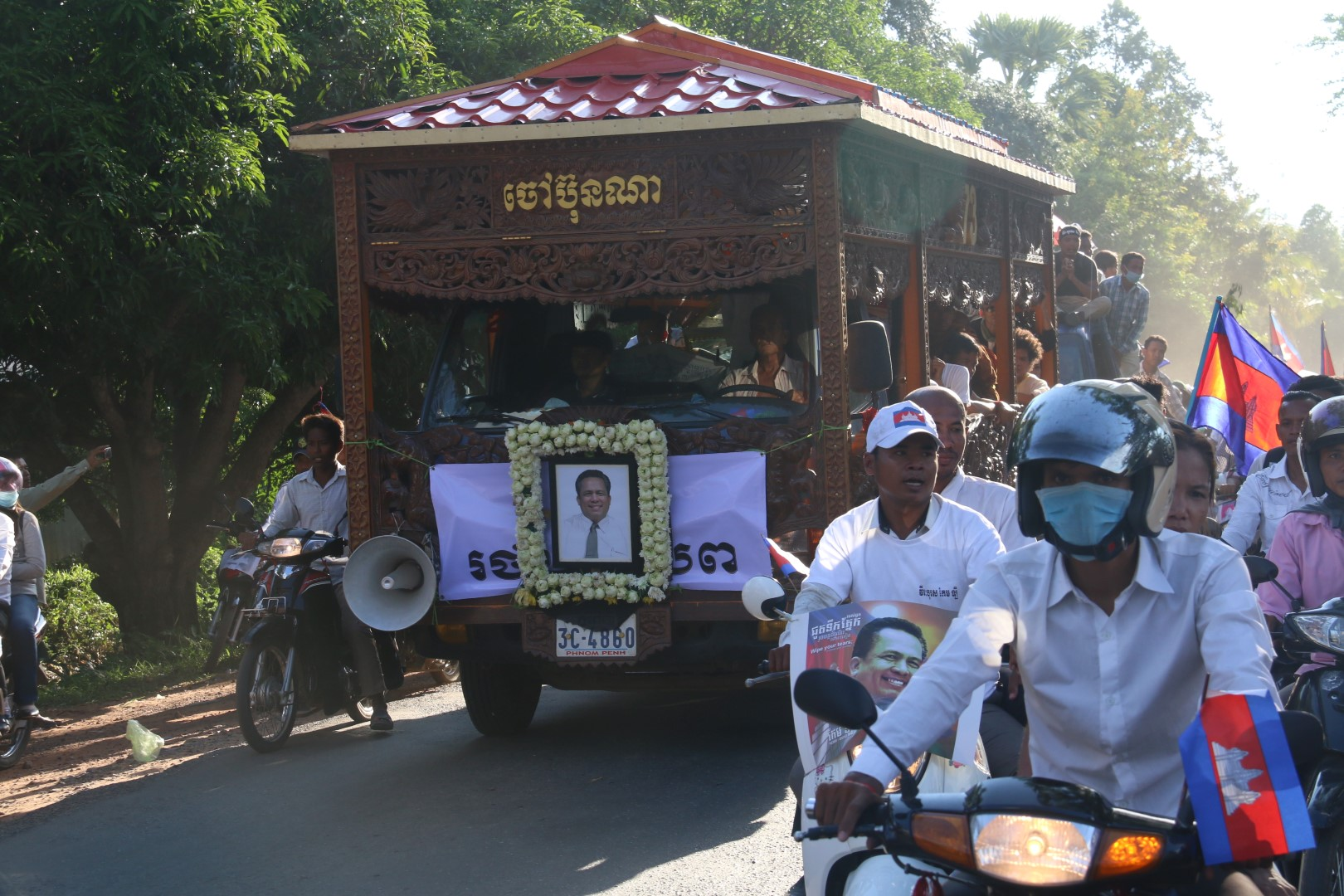
Người dân dự tang lễ Kem Ley

Ley bị bắn vào sáng ngày 10 tháng 7 năm 2016 tại cửa hàng tiện lợi trong một trạm xăng ở thủ đô Phnôm Pênh. Cái chết của ông xảy ra vài ngày kể từ sau lần chỉ trích gia đình của thủ tướng Hun Sen sau khi phát hành bản báo cáo Global Witness về giá trị tài sản của gia đình thủ tướng ở mức tối thiểu 200 triệu USD. Một nghi can đã bị bắt, về sau đã thú nhận tội ác của mình. Thi thể của ông được phủ lá quốc kỳ Campuchia, và được đưa tới chùa Wat Chas ở quận Chroy Changva. Cái chết của ông được cho là có ảnh hưởng về mặt chính trị, mặc dù Thủ tướng Hun Sen đã hạ thấp những tuyên bố này. Cái chết của ông đã vấp phải làn sóng chỉ trích từ trong nước và quốc tế. Bộ Ngoại giao Mỹ đã bày tỏ "mối quan ngại sâu sắc" trước vụ sát hại Ley và kêu gọi nhà chức trách mở một cuộc điều tra toàn diện. Tương tự, Liên Hợp Quốc cũng thúc giục chính quyền điều tra. Đại sứ Anh tại Campuchia Bill Longhurst đã gọi cái chết của ông là "một tổn thất nghiêm trọng cho Campuchia. Trong khi đó, Thủ tướng Hun Sen đã lên án vụ giết người này và thúc giục người dân giữ bình tĩnh trong lúc chính quyền tiến hành cuộc điều tra tường tận.
Thi thể của ông được đưa về quê nhà ở Takéo vào ngày 24 tháng 7 năm 2016, với khoảng 2 triệu người tham gia. Đây là tang lễ có số người dự cao nhất trong lịch sử Campuchia đối với một nhân vật không thuộc hoàng gia và chính phủ. Kem Ley được an táng vào ngày hôm sau tức ngày 25 tháng 7.